# Eclissi solare del 23 luglio 2036
L'eclissi solare del 23 luglio 2036 è un evento astronomico che avrà luogo il suddetto giorno attorno alle ore 10:32 UTC.